# 아비투어
아비투어(Abitur)는 독일이나 핀란드의 2차 교육(한국의 고등학교 과정)을 마칠 때 보는 시험이다. 아비투어의 공식 명칭인 'Zeugnis der allgemeinen Hochschulreife'는 '대학 입학 종합 자격' 또는 '고등교육 전체적 원숙도 자격'으로 번역된다.

## 준비과정과 성격
아비투어 시험은 12년이나 13년 교육을 받은 후 보게 되며 이때의 나이는 18, 19, 20세 정도이다. 고등학교 졸업자격고사로 이해될 수 있다. 공식 명칭 'Allgemeine Hochschulreife'란 자격증을 받는다. 통칭 'Abi'라고도 부른다. 시험에 합격할 경우 'Zeugnis der allgemeinen Hochschulreife'이란 문서가 발행되며 여기에 등급이 적혀 있어서 대학에 배치될 때 사용된다. 다시 말해, 이 시험과 합격자격증은 고교 졸업의 자격증이자 동시에 대학입학시험의 의미가 있다. 2005년의 경우 40만 명이 이 시험에 합격했다. 많은 사람들이 이를 미국의 고교 졸업장과 비교하지만, 사실은 미국의 대학교들이 발행하는 '연합 자격'(associate degree)에 가깝다. 많은 주에서 13년의 교육과 연합 자격을 요구하며 이게 있으면 3년 만에 학사를 얻을 수 있다.

## 권위
그러나 아비투어의 학습 수준은 국제 바칼로레아(International Baccalaureate) 자격 프로그램이나 고등 배치 시험(Advanced Placement tests)과 비교할만하다. 이것은 독일 모든 주의 고등학교(김나지움)의 유일한 자격증으로서 졸업을 허락하며 이것이 있으면 대학에서 바로 공부를 시작할 수 있다. 다른 종류 학교의 자격증인 'Hauptschulabschluss'와 'Realschulabschluss'의 소지자는 대학 입학이 허락되지 않는다. 이 두 자격증 소지자는 'Berufsschule' 졸업 후 'Berufsoberschule'에 출석하면 아비투어나 'Fachabitur' 자격증을 취득할 수 있다.
아비투어의 중요성은 대학입학에 쓰인다는 것을 넘어서 날로 증가하고 있다. 어떤 분야 직업에서 도제과정의 전제조건으로 아비투어를 요구한다.(예, 은행) 그러므로 최근 'Hauptschule'나 'Realschule' 졸업자(그들은 아비투어가 없다)의 직업에서의 기회는 거의 전반적으로 줄어들고 있는 실정이다. 아비투어는 단지 졸업자격이 아니라 개인의 위신에 관한 것으로 간주되고 있다. 2003년, 2004년 통계(Statistisches Bundesamt)에 따르면 23%의 학생만이 아비투어를 얻어 학교를 떠난다.('Fachabitur' 1.2%, 'Realschulabschluss' 42.6%, 'Hauptschulabschluss' 25.0%, 자격증 없음 8.3%)

## 같이 보기
- 대학 입학 시험
- 독일의 교육